# هوان جي دي
هوان جي دي واحد من الملوك الأسطوريين الصينين وأبطال الثقافة وضمن في الملوك الثلاثة والأباطرة الخمسة.